# Brontispa linearis
Brontispa linearis es un coleóptero de la familia Chrysomelidae.
Fue descrito científicamente por primera vez en 1936 por Spaeth.